# Edward R. Pressman
Edward Rambach Pressman (New York, 11 aprile 1943 – Los Angeles, 17 gennaio 2023) è stato un produttore cinematografico statunitense.
È fondatore della società di produzione Edward R. Pressman Film Corporation.

## Biografia
Pressman è nato da una famiglia ebrea a New York, figlio di Lynn e Jack Pressman, noto come il "King of Marbles", che ha fondato la Pressman Toy Corporation.
Nel 1987, la sua società di produzione Edward R. Pressman Film Corporation ha stretto accordi commerciali con International Video Entertainment.
L'Academy Film Archive ospita la collezione Edward R. Pressman. La collezione di film contiene oltre 250 articoli, tra cui stampe teatrali, elementi di stampa e videocassette relativi ai film prodotti da Pressman o dalla sua società di produzione, nonché film acquisiti da Pressman Films a scopo di riferimento. La collezione Pressman è completata da materiali cartacei conservati presso la Margaret Herrick Library dell'Academy.